# Opal Pool
Opal Pool is een warmwaterbron in het Midway Geyser Basin dat gelegen is in het Nationaal Park Yellowstone. Het water in de hot spring is circa 56°C warm. In principe is de Opal Pool een slapende fonteingeiser.
In de jaren 40 en 50 van de 20e eeuw zijn diverse erupties waargenomen, waarbij het water meestal tot een hoogte van 9,1 meter werd gespoten, maar er zelfs waarnemingen zijn tot ruim 20 meter hoog.